# Dimetynden
Dimetynden (łac. dimetindenum) – organiczny związek chemiczny, pochodna indenu. Jest antagonistą receptora H1 i należy do grupy leków przeciwhistaminowych I generacji. Ma działanie cholinolityczne, uspokajające i przeciwświądowe. Hamuje reakcje alergiczne przy podaniu miejscowym na skórę.

## Wskazania
- alergiczny nieżyt nosa
- alergie pokarmowe i polekowe
- świąd w przebiegu dermatoz, pokrzywka
- w niektórych chorobach zakaźnych (odra, różyczka, ospa wietrzna)
- swędzenie i obrzęk po ukąszeniu owadów
- zapobieganie reakcjom nadwrażliwości w trakcie odczulania

## Działania niepożądane
Po podaniu doustnym może wystąpić zmęczenie i senność lub przeciwnie – pobudzenie. Możliwe są też bóle i zawroty głowy, nudności, zaburzenia układu pokarmowego i suchość w ustach.

## Preparaty
- Fenistil – krople, tabletki o przedłużonym uwalnianiu, żel
- Foxill – żel
- Otrivin Allergy – aerozol do nosa